# Beitrittsland
Der Begriff Beitrittsland (englisch Acceding country, französisch Pays adhérent oder Pays en voie d’adhésion) bezeichnet die letzte Stufe im EU-Erweiterungsprozess vor der Vollmitgliedschaft in der Europäischen Union.

## Begriff
Der Weg bis zur Vollmitgliedschaft in der Europäischen Union ist ein mehrstufiger Prozess. Ein Bewerber für die Mitgliedschaft in der Europäischen Union muss folgende Stufen durchlaufen:
1. Potenzieller Beitrittskandidat
2. Beitrittskandidat
3. Beitrittskandidat, mit dem die Beitrittsverhandlungen aufgenommen wurden
4. Beitrittsland
5. Vollmitgliedschaft in der Europäischen Union

Die Stufen eins und zwei bezeichnen die Heranführung an die Europäische Union, die Stufen drei bis fünf bezeichnen die Erweiterung der Europäischen Union.
Nach dem Abschluss der Beitrittsverhandlungen mit der EU unterzeichnet das Bewerberland den Beitrittsvertrag. Im Beitrittsvertrag wird gleichzeitig das Datum des Beitritts zur Europäischen Union festgelegt.
Damit tritt eine Übergangsperiode bis zur Vollmitgliedschaft in der Europäischen Union in Kraft. Mit Unterzeichnung des Beitrittsvertrages wird ein Bewerberstaat zum sogenannten Beitrittsland.

## Rechte des Beitrittslandes
Jedes Beitrittsland hat das Recht, in den meisten Arbeitsgruppen des Rates, in den Ausschüssen der Europäischen Kommission und den Agenturen der Europäischen Union als aktiver Beobachter vertreten zu sein. Es hat ein Rede- aber kein Stimmrecht.
Mit dieser Regelung soll das Beitrittsland an die Arbeit der Europäischen Union herangeführt werden. Das Beitrittsland kann im Rahmen von Informations- und Konsultationsverfahren Kommentare zur Änderung des Gemeinschaftsrechts (Acquis communautaire) abgeben und kann damit die Entscheidungen der EU beeinflussen.

## Gegenwärtige Beitrittsländer
Derzeit gibt es keine Beitrittsländer, nachdem Kroatien am 1. Juli 2013 neues Vollmitglied der Europäischen Union geworden ist.